# Пицолета (Верона)
Пицолета је насеље у Италији у округу Верона, региону Венето.
Према процени из 2011. у насељу је живело 887 становника. Насеље се налази на надморској висини од 48 м.